# Return to Nevèrÿon
Return to Nevèrÿon est un recueil de trois histoires d'épée et de sorcellerie de l'écrivain américain Samuel R. Delany. Il s'agit du dernier des quatre volumes de la série Return to Nevèrÿon. La collection a été publiée pour la première fois sous le titre The Bridge of Lost Desire.
La première édition de poche était identique à l'édition de 1988 en termes de contenu, mais sa couverture était réalisée par l'artiste de fantasy et de bande dessinée Blas Gallego, dans le même style que les premières éditions précédentes de la série. Cette couverture est la première de la série à représenter le personnage principal avec une peau foncée ; les couvertures précédentes de la série avaient remplacé les personnes de couleur décrites dans les livres par des personnages blancs.

## Résumé

### The Game of Time and Pain
Dans le dixième et dernier conte (chronologiquement) de la série, « The Game of Time and Pain» (1985), Gorgik a réussi sa campagne politique visant à mettre officiellement fin à l'esclavage dans tout le pays de Nevèrÿon. La question politique est de savoir comment la nation doit gérer intelligemment cette soudaine population d’esclaves affranchis. Ce Gorgik entame une conversation avec l'un de ses jeunes partenaires sexuels, un garçon barbare nommé Udrog, au moment où les deux se retrouvent ensemble pour la nuit dans un château abandonné, juste avant le passage du cortège funèbre de l'un des principaux adversaires politiques de Gorgik. Hormis le premier conte, c'est le seul dans lequel Gorgik est sur scène pendant la majorité de l'action.

### The Tale of Rumor and Desire
Le dernier des contes, « The Tale of Rumor and Desire » (1987) remonte le temps pour dresser le portrait d'un personnage nommé Clodon, que l'on a déjà vu (dans « The Tale of Fog and Granite »), mais qui a joué un rôle assez mineur jusqu'à présent. À l'époque où Gorgik le Libérateur est hors la loi, lorsque sa rébellion est dans sa phase la plus violente, Gorgik est un héros pour beaucoup, et un méchant pour beaucoup d'autres. À une époque et dans une nation où il n’y a pas de médias, de nombreuses personnes ont pris l’habitude de se faire passer pour Gorgik le Libérateur, certains pour leurs propres fins. Dans « Fog and Granite », Clodon fait exactement cela. « Rumor and Desire » déploie une mosaïque de la vie de Clodon avant qu'il ne décide de prendre l'identité du Libérateur afin de devenir un bandit de grand chemin plus efficace. Comme l'écrit Delany avec la voix de « K. Leslie Steiner », dans l'introduction de l'ensemble du projet (« Retour... une préface »), dans Tales of Nevèrÿon, la onzième et dernière histoire écrite, « The Tale of Rumor and Desire » a été écrite par Delany alors qu'un recueil en deux volumes de toutes les nouvelles courtes de Nevèrÿon était prévu. Cette dernière histoire écrite a été conçue pour faire la transition entre «The Tale of Dragons and Dreamers« et «The Tale of Fog and Granite» pour les lecteurs qui ne pourraient pas faire le voyage à travers le roman complet, Neveryóna, or : The Tale of Signs and Cities, qui, bien qu'il soit techniquement le conte numéro six, était trop long pour être inclus dans cet omnibus.

### The Tale of Gorgik
Alors que les événements de « Rumor and Desire» se déroulent pendant ou juste après les événements de Neveryóna (dont le personnage principal est une jeune fille de quinze ans, Pryn, qui s'enfuit de son village pour commencer à voyager autour de Nevèrÿon, et qui, pour le premier tiers du roman, s'engage dans les activités révolutionnaires de Gorgik lorsque ses efforts sont centrés sur Kolhari lui-même), il a toujours été publié à la fin, avant une récapitulation du tout premier récit, «The Tale of Gorgik». La relecture de cette première nouvelle reconnecte notamment l'histoire de Clodon et celle de Gorgik, par le biais d'une scène de «The Tale of Rumor and Desire» qui est racontée d'un point de vue différent, et nous permet de comprendre quels sont les événements ayant influencé le désir de combat de Gorgik pour la libération.